# سلمان یوسف الدوسری
سلمان یوسف الدوسری با نام کامل سلمان بن یوسف بن علی عمور دوسری (عربی: سلمان بن یوسف بن علی العمور الدوسری) (زاده: ۱۹۶۸) سردبیر روزنامه الشرق الاوسط سعودی است. وی مدارک دانشگاهی در مدیریت و اقتصاد دارد. طی ۱۳ سال کار روزنامه‌نگاری به منصب سردبیری رسید، وی آثار زیادی از مقالات در روزنامه‌ها و مصاحبه در تلویزیونها در زمینه‌های سیاسی و اقتصادی و افکار عمومی دارد. سلمان یوسف ازدواج کرده و دو فرزند یک پسر و یک دختر دارد.

## سابقه حرفه‌ای
سلمان الدوسری فارغ‌التحصیل اداره واقتصاد می‌باشد، کار حرفه‌ای خودش را در «گروه سعودی پژوهش و بازاریابی» در سال ۱۹۸۸ شروع و تا کنون ادامه داده‌است. وی ابتدا با روزنامه «اقتصادی» کار می‌کرد، سپس به کار در روزنامه «شرق الاوسط» منتقل شد و به عنوان خبرنگار این روزنامه در بحرین در سال ۲۰۰۴ کار می‌کرد. در سال ۲۰۰۶ مسئول تحریریه در امارات متحده عربی شد و در دسامبر ۲۰۰۹ به عنوان معاون سردبیر در دفتر مرکزی روزنامه «شرق الاوسط» در لندن برگزیده شد و سپس از اول ژوئیه ۲۰۱۴ سردبیر روزنامه شرق الاوسط شد. او در روزنامه‌های «شرق الاوسط» و «اقتصادی» یک ستون دارد که در آن نقطه نظرات سیاسی خودش را می‌نویسد، وی همچنین در برنامه‌های تلویزیونی از طریق کانالهای تلویزیونی مانند بی‌بی‌سی و العربیه و الجزیره و فرانسه ۲۴ و … شرکت می‌کند.

## مناصب
- خبرنگار همکار با روزنامه الاقتصادیة (از ۱۹۹۸ تا ۲۰۰۲)
- خبرنگار همکار با الاقتصادیة در البحرین (از ۲۰۰۲ – تا ۲۰۰۴)
- خبرنگار روزنامه الشرق الاوسط فی بحرین (از ۲۰۰۴ – تا ۲۰۰۶)
- مدیر دفتر روزنامه الشرق الاوسط فی امارات و مسئول پرونده خلیج (از ۱-۷-۲۰۰۶ تا دسامبر ۲۰۰۹)
- معاون سردبیر روزنامه الشرق الاوسط در مقر اصلی آن در لندن (دسامبر ۲۰۰۹ – تا اکتبر ۲۰۱۱)
- سردبیر روزنامه سردبیر الاقتصادیة از اکتبر ۲۰۱۱ تا ژوئیه ۲۰۱۴
- سردبیر روزنامه روزنامه الشرق الاوسط از ژوئیه ۲۰۱۴ تا نوامبر ۲۰۱۶[۵][۶]

## استعفاء
وی در تاریخ چهارشنبه ۲۳-۱۱-۲۰۱۶ رسماً پایان کار خودش به عنوان سردبیر روزنامه الشرق الاوسط را اعلام و به نویسنده و روزنامه‌نگار لبنانی غسان شربل بخاطر منصب سردبیری روزنامه شرق الاوسط به‌جای خودش تبریک گفت.